# Lubuk Besar (Limapuluh)
Lubuk Besar is een bestuurslaag in het regentschap Batu Bara van de provincie Noord-Sumatra, Indonesië. Lubuk Besar telt 3894 inwoners (volkstelling 2010).